# علي أباد (إبراهيم أباد)
علي أباد (بالفارسية: علی‌آباد) هي مستوطنة تقع في إيران في قسم ابراهیم أباد الريفي. يقدر عدد سكانها بـ 33 نسمة .